# Strobilanthes cernuus
Strobilanthes cernuus är en akantusväxtart som beskrevs av Carl Ludwig von Blume. Strobilanthes cernuus ingår i släktet Strobilanthes och familjen akantusväxter. Inga underarter finns listade i Catalogue of Life.